# Hyalurga leucophaea
Hyalurga leucophaea là một loài bướm đêm thuộc phân họ Arctiinae, họ Erebidae.